# Rod draka
Rod draka (v anglickém originále House of the Dragon) je americký fantasy seriál, který pro HBO vytvořili George R. R. Martin a Ryan J. Condal. Jedná se o prequel k televiznímu seriálu Hra o trůny (2011–2019) a vychází z Martinova románu Oheň a krev (2018). Seriál se zaměřuje na počátek postupného úpadku rodu Targaryenů způsobeného událostmi tzv. Tance draků, ničivého konfliktu o následnictví, který vypukl mezi dvěma znepřátelenými rodovými liniemi.
House of the Dragon byl objednán v říjnu 2019, casting započal v červenci 2020 a natáčení se rozběhlo v dubnu 2021 ve Velké Británii. Premiéra prvního dílu seriálu proběhla dne 21. srpna 2022 a sledovalo ji bezmála deset milionů diváků; první řada obsahuje deset epizod. Pět dní po premiéře byl seriál obnoven pro druhou sérii. Druhá řada je vysílána od 16. června 2024. 
Seriál se dočkal vysoce pozitivního ohlasu od fanoušků i kritiků; chvály se dostalo především umně vykreslené psychologii jednotlivých postav, vizuálním efektům, scénáři, doprovodné hudbě a samotným hereckým výkonům. Kritika se sesypala na celkové tempo seriálu, konkrétně na inkonzistenci po časových skocích, a osvětlení některých scén.
V lednu 2023 seriál získal Zlatý glóbus za nejlepší seriál.

## Příběh
100 let po sjednocení Sedmi království Aegonem Dobyvatelem, prvním panovníkem z rodu Targaryenů, se jeho potomci potýkali s těžkou následnickou krizí. Přestože se za vlády Jaehaeryse I. královská rodina nacházela na vrcholu své síly, předčasná smrt jeho synů otřásla její stabilitou. Stařičký král tedy v roce 101 svolal Velkou radu, která měla zvolit příštího vládce z řad žijících Targaryenů a předejít tak možnému válečnému konfliktu o následnictví.
Na Železný trůn usedne po smrti Jaehaeryse I. zvolený korunní princ Viserys Targaryen. Coby král se snaží věrně pokračovat v odkazu svého předchůdce, jehož vláda znamenala pro Západozemí bezprecedentní období míru a prosperity. Nicméně hrozí, že nedostatek mužských potomků by mohl po králově smrti opět uvrhnout říši do chaosu.

## Obsazení a postavy

### Hlavní postavy
- Paddy Considine jako král Viserys I. Targaryen (1. série), pátý panovník Sedmi království.[2] Viserys Smírný, známý jako "vřelý, laskavý a slušný muž", byl vybrán radou lordů jako nástupce svého děda Jaehaeryse I. Targaryena. Narodil se jako prvorozený syn prince Baelona Targaryena, druhého syna Jaehaeryse I., a jeho sestry-manželky princezny Alyssy Targaryen. Z jeho prvního manželství se sestřenicí Aemmou Arryn vzešlo jediné přeživší dítě, princezna Rhaenyra Targaryen. Po královnině smrti byl na Viseryse vyvíjen nátlak, aby se znovu oženil a zabezpečil křehkou existenci svého rodu dalšími potomky. Jeho vyvolenou se stala lady Alicent Hightower, dcera jeho dlouholetého pobočníka sera Otty Hightowera, s níž měl další čtyři děti. Narození syna Aegona Targaryena opět vyvolalo konflikt ohledně nástupnictví; ačkoliv Viserys jmenoval Rhaenyru svou dědičkou a předurčil jí stát se příští vládkyní, začaly se ozývat hlasy volající po obnovení dědického řádu v mužské linii.
- Matt Smith jako princ Daemon Targaryen, mladší bratr Viseryse I. Targaryena, bývalý korunní princ Sedmi království a strýc princezny Rhaenyry Targaryen, kterou později pojme za svou třetí manželku, aby posílil její nárok na Železný trůn. Jedná se o zdatného bojovníka, jehož statečnost a umění boje s mečem sehrály klíčovou roli na mnoha bitevních polích. Naopak jeho divoká a nepředvídatelná povaha mu vynesla přezdívku Nezvedený princ a připravila jej o titul následníka trůnu, když jeho bratr ve spolupráci s Malou radou dospěl k závěru, že Daemon by jako panovník pravděpodobně ohrozil stabilitu celé říše. Z tohoto důvodu je Rhaenyra jmenována korunní princeznou. Daemon je vysoce zkušený dračí jezdec. Jeho drakem je Caraxes, který je pro své červené šupiny a hadovité tělo známý jako Krvavý červ.
- Emma D'Arcy jako princezna / královna Rhaenyra I. Targaryen, prvorozené dítě Viseryse I. Targaryena z jeho prvního manželství s Aemmou Arryn a jmenovaná dědička Železného trůnu a Sedmi království. V dětství jí bylo přezdíváno Radost říše. V době, kdy je tato nezávislá a cílevědomá žena již několik let vdaná a podařilo se jí zabezpečit pokračování své rodové linie třemi syny, začíná atmosféra u královského dvora houstnout a její pozice coby následnice trůnu se již nezdá být tak silně ukotvena jako dříve. Po smrti svého otce je v odpověď na korunovaci svého mladšího polorodého bratra Aegona Targaryena prohlášena svými příznivci, tzv. Černými, královnou. Je to dračí jezdkyně, která jezdí na hřbetě žlutě zbarvené dračice jménem Syrax.
  - Milly Alcock ztvárňuje dospívající princeznu Rhaenyru Targaryen (1. série)
- Rhys Ifans jako ser Otto Hightower, otec lady / královny / královny vdovy Alicent Hightower a pobočník krále, který slouží v Malé radě Viseryse I. Targaryena a později Aegona II. Targaryena. Jedná se zapřisáhlého rivala prince Daemona Targaryena; disponuje bystrým úsudkem a politickým intelektem. Poté, co se jeho dcera stane královnou a narodí se jí syn Aegon, začne Otto usilovat o ustanovení svého vnuka dědicem a příštím králem dle tradičního dědického řádu mužské primogenitury.
- Steve Toussaint jako lord Corlys Velaryon, lord Náplavomarky, pán Přílivů a hlava prastarého rodu Velaryonů, jedné z nejbohatších a nejvlivnějších rodin Sedmi království. Do povědomí Západozemí se zapsal jako jeden z nejschopnějších a nejslavnějších mořeplavců a vysloužil si tak přezdívku Mořský had. Corlys stojí v čele největší námořní flotily v království, což mu zajišťuje mocné postavení u dvora. Jedná se o vysoce prozíravého a ambiciózního muže, který je přesvědčen, že na Železný trůn měla usednout jeho manželka Rhaenys Targaryen.
- Eve Best jako princezna Rhaenys Targaryen, starší sestřenice Viseryse I. Targaryena a manželka lorda Corlyse Velaryona. Rhaenys je jediným dítětem předčasně zesnulého prince Aemona Targaryena, nejstaršího syna Jaehaeryse I. Targaryena, a lady Jocelyn Baratheon. Když Jaehaerys I. svolal Velkou radu, více než tisíc lordů z různých koutů království zvažovalo následnické nároky Viseryse a Rhaenys, než dospěli k závěru, že královská koruna by se měla dědit pouze v mužské linii. Od té doby je Rhaenys známá jako Královna, která nikdy nebyla. Je mimořádně inteligentní a vzdělaná, navíc se jedná impozantní dračí jezdkyni. Jejím drakem je rudě zbarvená Meleys, tzv. Červená královna.
- Sonoya Mizuno jako Mysaria, bývalá tanečnice v nevěstinci původem z ciziny, která se vypracovala na nejdůvěrnější spojenkyni a milenku prince Daemona Targaryena. Když se jejich cesty postupem času rozejdou, svéhlavá a lstivá Mysaria se usadí v Králově přístavišti a pod krycím jménem Bílý červ vytvoří rozsáhlou síť zvědů, jejímž prostřednictvím se jí podaří získat značný vliv a moc.
- Fabien Frankel jako ser Criston Cole, zkušený šermíř dornského původu a syn správce pána z Blackhavenu. Po úspěchu na královském turnaji jej osobně vybere princezna Rhaenyra Targaryen, aby se přidal ke Královské gardě. Krom toho je jmenován princezniným osobním strážcem. Časem mezi nimi dojde k rozkolu, po kterém Criston začne sloužit jako přísežný ochránce královny Alicent Hightower. Po korunovaci Aegona II. Targaryena je jmenován novým lordem velitelem Královské gardy.
- Olivia Cooke jako královna / královna vdova Alicent Hightower, dcera sera Otty Hightowera. Jakožto dcera králova pobočníka byla po celý život vychovávána a vzdělávána v Rudé baště, sídle královské rodiny. Je opěvována jako nejkrásnější žena v Sedmi královstvích. Bývala nejlepší přítelkyní a společnicí princezny Rhaenyry Targaryen, avšak jejich kdysi vřelé pouto ochladlo vlivem skutečnosti, že si ji po tragické smrti své první ženy Viserys I. Targaryen zvolil za svou příští manželku. Rozkol mezi královnou a princeznou se časem přenese na jejich děti a stabilita království se tak ocitne v ohrožení. Bezprostředně po manželově skonu dosadí královnini příznivci na trůn jejího nejstaršího syna Aegona Targaryena.
  - Emily Carey ztvárňuje dospívající lady / královnu Alicent Hightower (1. série)
- Graham McTavish jako ser Harrold Westerling, zkušený rytíř Královské gardy, jenž věrně slouží koruně již od dob Jaehaeryse I. Targaryena. Býval přísežným strážcem princezny Rhaenyry Targaryen, než se po smrti sera Ryama Redwyna stal lordem velitelem Královské gardy. Této pozice se dobrovolně zřekne při převratu zosnovaným Zelenými.
- Matthew Needham jako lord Larys Strong, druhorozený syn lorda Lyonela Stronga a mladší bratr sera Harwina Stronga. Trpí vrozenou anomálií pravé nohy, kvůli které kulhá. Je mazaný a nemilosrdný, svou pravou tvář skrývá pod maskou životem zkoušeného muže. Jeho spojenectví s královnou Alicent Hightower mu zajišťuje mocné postavení u dvora.
- Jefferson Hall jako identická dvojčata Jason a Tyland Lannisterovi.
  - Lord Jason Lannister je pánem Casterlyovy skály, hlavou mocného rodu Lannisterů a Strážcem Západu. Jedná se o velmi arogantního muže, který holduje lovu a boji. V mládí se ucházel, byť neúspěšně, o ruku princezny Rhaenyry Targaryen.
  - Ser Tyland Lannister je mladší z dvojčat a vypočítavý politikem, který v Malé radě za vlády Viseryse I. Targaryena nahradil lorda Corlyse Velaryona ve funkci mistra lodí. Má jedinečný smysl pro strategii a od počátku svého působení v Malé radě apeloval na krále, aby jmenoval svého prvorozeného syna dědicem Železného trůnu. Po korunovaci Aegona II. Targaryena nahradil lorda Lymana Beesburyho ve funkci mistra mincí.
- Harry Collett jako princ Jacaerys "Jace" Velaryon, prvorozený syn princezny Rhaenyry Targaryen. Ačkoliv se tvrdí, že pochází z princeznina prvního manželství se serem Laenorem Velaryonem, skutečným otcem Jace a jeho bratrů je ser Harwin Strong, princeznin dlouholetý milenec. Jace se touží stát úspěšným vládcem, který by zasluhoval respektu svých poddaných. Po nástupu na trůn se od něj očekává, že bude pokračovat v rodovém odkazu své matky a přijme jméno Jacaerys Targaryen. Je dračím jezdcem zeleně zbarveného Vermaxe, který se vylíhl z vejce, jež mu bylo vloženo do kolébky.
  - Leo Hart ztvárňuje prince Jacaeryse Velaryona v dětském věku (1. série)
- Tom Glynn-Carney jako princ / král Aegon II. Targaryen, šestý panovník Sedmi království. Jedná se o prvorozeného syna Viseryse I. Targaryena a nejstaršího potomka z králova druhého manželství s královnou Alicent Hightower. Dle prastaré tradice svého rodu byl zasnouben a později sezdán se svou mladší sestrou Helaenou Targaryen. Přes veškeré matčiny snahy o řádnou výchovu dospěl Aegon v muže s nepatřičným sklonem ke lhostejnosti. Holduje divoké zábavě, alkoholu a bohémském stylu života. Aby ochránil svou rodinu, přistoupí po smrti svého otce na naléhání matky a děda, a nechá se korunovat králem Sedmi království. Je jezdcem mladého draka se zlatými šupinami jménem Sunfyre.
  - Ty Tennant ztvárňuje dospívajícího prince Aegona Targaryena (1. série)
- Phia Saban jako princezna / královna Helaena Targaryen, druhorozené dítě a jediná dcera krále Viseryse I. Targaryena z manželství s královnou Alicent Hightower. Je manželkou svého vlastního bratra Aegona Targaryena a matkou jejich dětí, dvojčat Jaehaeryse a Jaehaery. Helaena má dosti výstřední povahu, od útlého věku jeví ojedinělý zájem o hmyz a často mluví záhadným, prorockým jazykem. Přestože je dračí jezdkyní, do sedla své modře zbarvené dračice Dreamfyre usedá jen málokdy.
  - Evie Allen ztvárňuje princeznu Helaenu Targaryen v dětském věku (1. série)
- Ewan Mitchell jako princ Aemond Targaryen, třetí dítě a druhorozený syn krále Viseryse I. Targaryena a královny Alicent Hightower. Jedná se o tichého a svědomitého mladíka, avšak lítého a nesmlouvavého bojovníka. Po většinu svého dětství byl Aemond nucen snášet kruté žerty a posměšky ze strany svého staršího bratra a synů své nevlastní sestry, protože byl jediným členem rodiny, který neměl vybudované pouto s žádným drakem. Dračím jezdcem se stane ve chvíli, kdy se mu v písečných dunách na Náplavomarce podaří osedlat hřbet legendární dračice Vhagar, největšího žijícího draka na světě. Téže noci se prohloubí antipatie, které chová ke svým synovcům Jaceovi a Lukeovi, když následkem nepříjemné rvačky přijde o levé oko.
  - Leo Ashton ztvárňuje prince Aemonda Targaryena v dětském věku (1. série)
- Bethany Antonia jako lady Baela Targaryen, nejstarší dítě prince Daemona Targaryena, pocházející z jeho druhého manželství s lady Laenou Velaryon. Většinu svého dětství strávila s rodinou v Pentosu, nicméně po matčině smrti se vrací do Západozemí, kde se jí ujme její babička Rhaenys Targaryen a ustanoví ji svou chráněnkou. V dětství jí bylo svěřeno do péče dračí vejce, ze kterého se vylíhl drak jménem Moondancer.
  - Shani Smethurst ztvárňuje lady Baelu Targaryen v dětském věku (1. série)
- Phoebe Campbell jako lady Rhaena Targaryen, druhorozená dcera prince Daemona Targaryena a lady Laeny Velaryon. Na rozdíl od Baely, svého dvojčete, vyrůstá po návratu do Západozemí a sňatku svého otce s princeznou Rhaenyrou Targaryen na Dračím kameni, oficiálním sídle své nevlastní matky. Rhaena se touží stát dračí jezdkyní, nicméně zatím si s žádným drakem nevytvořila pouto.
  - Eva Ossei-Gerning ztvárňuje lady Rhaenu Targaryen v dětském věku (1. série)
- Freddie Fox jako ser Gwayne Hightower (od 2. série), syn sera Otty Hightowera, bratr lady / královny / královny vdovy Alicent Hightower a strýc jejích dětí, prince / krále Aegona II. Targaryena, princezny / královny Helaeny Targaryen a prince Aemonda Targaryena.[3]
- Gayle Rankin jako Alys Rivers (od 2. série), léčitelka žijící v Harrenově.[3]
- Abubakar Salim jako Alyn Hull (od 2. série), námořník ve službách rodu Velaryonů, který se zúčastnil válečného tažení na Kamenoschodech.[3]

### Vedlejší postavy
- Gavin Spokes jako lord Lyonel Strong (1. série), hlava rodu Strongů, pán Harrenova a mistr práva v Malé radě Viseryse I. Targaryena. Poté, co je ser Otto Hightower zbaven funkce králova pobočníka, Lyonel převezme tento úřad a stane se druhým politicky nejmocnějším mužem v Sedmi královstvích.
- David Horovitch jako velmistr Mellos (1. série), mistr Citadely a důvěrný rádce Viseryse I. Targaryena, který navíc slouží jako králův osobní lékař.
- Bill Paterson jako lord Lyman Beesbury (1. série), pán z Honeyholtu a mistr mincí v Malé radě Viseryse I. Targaryena. Je jedním z nejdéle sloužících politiků na královském dvoře.
- Steffan Rhodri jako lord Hobert Hightower, Maják Jihu, obránce Citadely, pán Starého města a hlava rodiny Hightowerů. Jedná se o staršího bratra sera Otty Hightowera, skrze nějž usiluje o ustanovení Aegona Targaryena korunním princem Západozemí.
- John Macmillan jako ser Laenor Velaryon, syn lorda Corlyse Velaryona a princezny Rhaenys Targaryen. Aby se upevnilo křehké pouto mezi rody Targaryenů a Velaryonů, ožení se Laenor se svou sestřenicí, princeznou Rhaenyrou Targaryen. Libuje si v tanci, drahých vínech i válečných taženích. Po vzoru své matky je dračím jezdcem, pouto navázal se stříbrně zbarveným drakem jménem Seasmoke.
  - Theo Nate představuje dospívajícího Laenora Velaryona (1. série)
  - Matthew Caever ztvárňuje Laenora Velaryona v dětském věku (1. série)
- Nanna Blondell jako lady Laena Velaryon (1. série), prvorozené dítě a jediná dcera lorda Corlyse Velaryona a princezny Rhaenys Targaryen, druhá manželka prince Daemona Targaryena a matka jeho dvou dcer. V patnácti letech si utvořila pouto s dračicí Vhagar, Královnou všech draků.
  - Savannah Steyn představuje dospívající lady Laenu Velaryon (1. série)
  - Nova Foueillis-Mosé ztvárňuje lady Laenu Velaryon v dětském věku (1. série)
- Elliott Tittensor jako ser Erryk Cargyll, identické dvojče sera Arryka Cargylla a člen Královské gardy za vlády Viseryse I. Targaryena. Později přidá na stranu královny Rhaenyry Targaryen.
- Luke Tittensor jako ser Arryk Cargyll, identické dvojče sera Erryka Cargylla, člen Královské gardy za vlády Viseryse I. Targaryena a přísežný ochránce prince / krále Aegona II. Targaryena.
- Anthony Flanagan jako ser Steffon Darklyn, člen Královské gardy za vlády Viseryse I. Targaryena. Později přidá na stranu královny Rhaenyry Targaryen.
- Max Wrottesley jako ser Lorent Marbrand, člen Královské gardy za vlády Viseryse I. Targaryena. Později přidá na stranu královny Rhaenyry Targaryen.
- Ryan Corr jako ser Harwin Strong (1. série), nejstarší syn lorda Lyonela Stronga a dědic Harrenova. Tvrdí se, že je nejsilnějším mužem v Sedmi královstvích. Během svého působení v Králově přístavišti se stal tajným milencem princezny Rhaenyry Targaryen a zplodil s ní tři syny. Býval lordem velitelem Městské gardy, nicméně o tuto pozici přišel, když napadl sera Cristona Colea.
- Wil Johnson jako ser Vaemond Velaryon (1. série), mladší bratr lorda Corlyse Velaryona a velitel velaryonského námořnictva.
- Kurt Egyiawan jako velmistr Orwyle, mistr z Citadely, který nahradí velmistra Mellose v Malé radě Viseryse I. Targaryena, ujme se role králova dvorního lékaře a později slíbí věrnost novému panovníkovi, Aegonu II. Targaryenovi.
- Elliot Grihault jako princ Lucerys "Luke" Velaryon (1. série), druhorozený syn princezny Rhaenyry Targaryen. Přestože pochází z jejího mimomanželského poměru se serem Harwinem Strongem, ser Laenor Velaryon jej uznal za vlastního. Lucerysovi bylo do kolébky vloženo vejce, z nějž se vylíhl Arrax, drak s bílými šupinami.
  - Harvey Sadler ztvárňuje prince Luceryse Velaryona v dětském věku (1. série)
- Paul Kennedy jako lord Jasper Wylde, lord Dešťového domu a hlava rodu Wyldeů. Poté, co se z lorda Lyonela Stronga stane pobočník Viseryse I. Targaryena, je Jasper instalován do úřadu mistra práva a na této pozici setrvává i po korunovaci Aegona Targaryena králem Sedmi království.
- Alexis Raben jako Talya, dvorní dáma královny / královny vdovy Alicent Hightower, která navíc pracuje jako zvěd pro Mysarii.
- Paul Hickey jako lord Allun Caswell (1. série), hlava rodu Caswellů.
- Phil Daniels jako mistr Gerardys, velmistr Dračího kamene.
- Simon Russell Beale jako ser Simon Strong (od 2. série), kastelán Harrenova a strýc lorda Laryse Stronga.[3]

### Epizodní postavy
- Sian Brooke jako královna Aemma Arryn (1. série), první manželka Viseryse I. Targaryena, která je zároveň jeho přímou sestřenicí, a matka princezny / královny Rhaenyry Targaryen. Jejími rodiči byly lord Rodirk Arryn a princezna Daella Targaryen, dcera Jaehaeryse I.
- Michael Carter jako král Jaehaerys I. Targaryen (1. série), čtvrtý panovník Sedmi království. Známý jako Jaehaerys Moudrý či Smírný, tento panovník byl nejdéle vládnoucím králem z rodu Targaryenů. Z Železného trůnu vládl rozsáhlé říši přes půl století. Byl dračím jezdcem na bronzovém drakovi jménem Vermithor, který po Jaehaerysově smrti přesídlil z Králova přístaviště na Dračí kámen.
- Garry Cooper jako ser Ryam Redwyne (1. série), postarší velitel Královské gardy za vlády Jaehaeryse I. Targaryena a jeho nástupce, Viseryse I. Targaryena.
- Julian Lewis Jones jako lord Boremund Baratheon (1. série), lord Bouřlivého konce, Strážce Východu a hlava rodu Baratheonů, jednoho z nejmocnějších rodů v Západozemí. Je bratrancem princezny Rhaenys Targaryen z matčiny strany a potomkem Oryse Baratheona, polorodého bratra Aegona Dobyvatele a zakladatele jeho rodové linie.
- Daniel Scott-Smith jako Craghas Dragar (1. série), myrský princ a admirál, který si podmaní Kamenoschody, pás ostrovů v Úzkém moři. Jedná se o strategicky výhodné místo, čehož začne Craghar využívat. Nejprve vybírá daně od proplouvajících lodí, později je začne se svou armádou přepadávat. Chaos, který svým pleněním způsobují, je nakonec potlačen vojskem pod vedením Velaryonů a prince Daemona Targaryena, který se následně prohlásí králem Úzkého moře.
- Solly McLeod jako ser Joffrey Lonmouth (1. série), rytíř z rodu Lonmouthů, společník a tajný milenec sera Laenora Velaryona.
- Rachel Redford jako lady Rhea Royce (1. série), dědička Runokamene a první manželka prince Daemona Targaryena. Její manželství bylo dosti nesourodé; zatímco Rhea zůstávala naplno oddaná svým povinnostem v Údolí, Daemon před nimi prchal do Králova přístaviště.
- Owen Oakeshott jako ser Gerold Royce, bratranec lady Rhey Royce.
- Arty Froushan jako ser Qarl Correy (1. série), rytíř ve službách princezny Rhaenyry Targaryen a milenec sera Laenora Velaryona.
- Dean Nolan jako princ Reggio Haratis, vládce Pentosu, jednoho ze svobodných měst v ležících za Úzkým mořem v Essosu.
- Maddie Evans jako Dyana, služebná v Rudé baště.
- Roger Evans jako lord Borros Baratheon, syn lorda Boremunda Baratheona, který se po skonu svého otce stane lordem Bouřlivého konce a Strážcem Východu. Je to nesmírně pyšný muž, zároveň je otcem čtyř dospělých dcer, jež se snaží zaopatřit výhodnými manželskými svazky.
- Nicholas Jones jako lord Bartimor Celtigar, hlava rodu Celtigarů, kteří podporují nárok princezny / královny Rhaenyry Targaryen na Železný trůn.

## Vysílání
| Řada | Díly | Premiéra v USA  | Premiéra v USA | Premiéra v ČR   | Premiéra v ČR  |
| Řada | Díly | První díl       | Poslední díl   | První díl       | Poslední díl   |
| ---- | ---- | --------------- | -------------- | --------------- | -------------- |
| 1    | 10   | 21. srpna 2022  | 23. října 2022 | 22. srpna 2022  | 24. října 2022 |
| 2    | 8    | 16. června 2024 | 4. srpna 2024  | 17. června 2024 | 5. srpna 2024  |

## Produkce

### Vývoj
V listopadu 2018 George R. R. Martin, tvůrce knižní série Píseň ledu a ohně, prohlásil, že „potenciální spin-off seriál bude pevně založen na materiálu z knihy Oheň a krev.“ V říjnu 2019 byl od HBO objednán prequel seriálu Hra o trůny od Martina a Ryana J. Condala, House of the Dragon, který „sleduje začátek konce rodu Targaryenů.“ Seriál vychází z Martinovy knihy Oheň a krev. Condal a Miguel Sapochnik, který získal cenu Emmy za režii epizody „Bitva bastardů“, byli vybráni jako showrunneři; Sapochnik byl najat i na režii pilotního dílu a dalších epizod. Podle Condala se seriál odehrává 200 let před událostmi seriálu Hra o trůny za vlády krále Viseryse I. Targaryena, což nakonec vede k občanské válce Targaryenů známé jako „Tanec draků“. Projekt je přepracováním odmítnutého konceptu spin-offu od scenáristy Hry o trůny Bryana Cogmana, na který HBO oficiálně nepřistoupilo.

### Scénář
V lednu 2020 prezident programového oddělení HBO, Casey Bloys uvedl, že proces psaní začal, a odhadl, že seriál bude mít premiéru v roce 2022.

### Casting
Casting začal v červenci 2020, v říjnu 2020 byl Paddy Considine obsazen do role Viseryse I. Targaryena, do prosince byli Olivia Cooke, Matt Smith a Emma D'Arcy obsazeni do rolí Alicent Hightower, Daemon Targaryen a Rhaenyra Targaryen, zatímco Danny Sapani vstoupil do jednání o připojení se v blíže nespecifikované roli. V únoru 2021 se k hlavnímu obsazení přidali Rhys Ifans, Steve Toussaint, Eve Best a Sonoya Mizuno. V dubnu se k obsazení připojil Fabien Frankel jako ser Criston Cole. V dubnu 2021 se k hlavnímu obsazení přidal Graham McTavish a v květnu byl spatřen na place v plné garderobě. V červenci 2021 se k obsazení přidaly Emily Carey a Milly Alcock.

### Natáčení
Hlavní natáčení desetidílné první řady seriálu začalo v dubnu 2021, seriál se natáčel především ve Velké Británii; poslední týden v dubnu 2021 probíhalo natáčení v anglickém Cornwallu. Podle Production List se části první sezóny budou navíc natáčet ve Španělsku a Kalifornii. House of the Dragon byl první produkcí, která se natáčela v nové virtuální scéně studia Leavesden společnosti Warner Bros. 18. července 2021 byla produkce na dva dny přerušena kvůli pozitivnímu nálezu covidu-19.
Španělský deník Hoy uvedl, že se House of the Dragon bude natáčet v provincii Cáceres v západním Španělsku mezi 11. a 21. říjnem 2021.
Natáčení třetí řady odstartovalo v březnu 2025 v Anglii.

## Recenze
- Radovan Vávra, Pravda, 24. srpen 2022[24]